# サム・ハリス
サム・ハリス（Sam Harris、1967年4月9日）は、アメリカ合衆国の著述家、神経科学者、哲学者、ポッドキャスター。

## 生い立ち
アメリカ合衆国カリフォルニア州ロサンゼルスで生まれる。父は俳優でクエーカーのバークレー・ハリス、母はユダヤ人でテレビプロデューサーのスーザン・ハリス。
誕生して間もなく両親の離婚に伴い母親に引き取られ育てられる。スタンフォード大学に入学し、MDMAが精神に与える影響について研究する。大学在学中にインド哲学に魅了され、 スタンフォード大を休学してインドへ渡る。チベット仏教の高僧ディルゴ・キェンツェに師事。また、インドやネパールで多くのヒンドゥー教や仏教の宗教者たちから教えを受ける。 それから11年後の1997年にスタンフォード大学に復学、2000年に哲学の学位を取得。2009年にカリフォルニア大学ロサンゼルス校で認知神経科学の博士号を取得した。2004年に科学出版物の編集者アナカ・ハリスと結婚し、子供が二人いる。またブラジリアン柔術など武道の愛好家として知られる。

## キャリア
主にアブラハムの宗教に対して批判的に論じた最初の著書『The End of Faith』を2004年に刊行、全米でベストセラーになり、『ニューヨークタイムズ』のベストセラーリストに33週間留まった。本作は2005年度のPEN/マーサ・アルブランド賞ファーストノンフィクション部門にて受賞した。2006年に最初の著書『The End of Faith』で受けた批判や疑問に答える形で2作目の著書『Letter to a Christian Nation』を刊行した。
2013年に科学や人工知能、スピリチュアル、宗教に関するポッドキャスト番組『Waking Up』を立ち上げ、2017年にウェビー賞を受賞した。また、ナショナルジオグラフィックで放映されている天体物理学者ニール・ドグラース・タイソンが司会を務めるトーク番組『スター・トーク』の「意識と信念、そして瞑想」に出演した。

## 著書
- The End of Faith: Religion, Terror, and the Future of Reason. W.W. Norton & Company (2004)
- Letter to a Christian Nation. Alfred A. Knopf, Inc.  (2006)
- The Moral Landscape: How Science Can Determine Human Values. Free Press (2010)
- Lying. Four Elephants Press (2011)
- Free Will. Free Press (2012)
- Waking Up: A Guide to Spirituality Without Religion. Simon & Schuster (2014)
- Islam and the Future of Tolerance: A Dialogue. Harvard University Press  (2015)
- The Four Horsemen: The Discussion that Sparked an Atheist Revolution. Bantam Press (2019)
- Making Sense: Conversations on Consciousness, Morality, and the Future of Humanity. Ecco (2020)